# Microcharops flavicoxa
Microcharops flavicoxa är en stekelart som beskrevs av Gupta 1987. Microcharops flavicoxa ingår i släktet Microcharops och familjen brokparasitsteklar. Inga underarter finns listade i Catalogue of Life.